# Coppa di Russia 2014 (pallavolo maschile)
La Coppa di Russia 2014 si è svolta dal 9 settembre al 28 dicembre 2014: al torneo hanno partecipato 27 squadre di club russe e una bielorussa e la vittoria finale è andata per la quarta volta allo Zenit-Kazan.

## Regolamento
Sono state ammesse al torneo 14 squadre di Superliga, 12 di Vysšaja Liga A, una di Vysšaja Liga B e una rappresentante del campionato bielorusso, il Budaŭnik Minsk. Le squadre sono state divise in cinque gruppi, rispettando un criterio geografico, e si sono affrontate in gare di andata e ritorno; Volejbol'nyj klub Zenit-Kazan', Volejbol'nyj klub Dinamo Moskva e Volejbol'nyj klub Lokomotiv Novosibirsk sono stati ammessi alla fase successiva indipendentemente dai risultati, visto l'alto numero di giocatori ceduti alla nazionale per il campionato mondiale 2014, mentre il Volejbol'nyj Klub Dagestan ha sostituito il Volejbol'nyj klub Samotlor, ritirato dalla competizione. Le diciassette formazioni qualificate sono state a loro volta inserite in quattro raggruppamenti, che hanno decretato le partecipanti alla final-six disputata a Belgorod dal 23 al 28 dicembre 2014; il Volejbol'nyj klub Zenit-Kazan' vi è stato ammesso d'ufficio nonostante sul campo non avesse raggiunto la qualificazione, mentre il Volejbol'nyj klub Belogor'e è stato esentato dagli incontri e ha usufruito di una wild card.

## Squadre partecipanti
| Squadra               | Qualificazione                                                | Ultima partecipazione |
| --------------------- | ------------------------------------------------------------- | --------------------- |
| Belogor'e             | 3ª in Superliga 2013-14                                       | Coppa di Russia 2013  |
| Torpedo Čeljabinsk    | 2ª in Vysšaja Liga B 2013-14                                  | Coppa di Russia 2002  |
| Lokomotiv-Izumrud     | 3ª in Vysšaja Liga A 2013-14                                  | Coppa di Russia 2013  |
| Gazprom Stavropol     | 1ª in Vysšaja Liga B 2013-14                                  | Coppa di Russia 2008  |
| Groznyj               | 11ª in Superliga 2013-14                                      | Coppa di Russia 2013  |
| Jaroslavič            | 13ª in Superliga 2013-14                                      | Coppa di Russia 2013  |
| Zenit-Kazan           | Campione di Russia 2013-14                                    | Coppa di Russia 2013  |
| Kuzbass               | 6ª in Superliga 2013-14                                       | Coppa di Russia 2013  |
| Dinamo Krasnodar      | 7ª in Superliga 2013-14                                       | Coppa di Russia 2013  |
| Enisej                | 4ª in Vysšaja Liga A 2013-14                                  | Coppa di Russia 2013  |
| Dinamo-LO             | 5ª in Vysšaja Liga A 2013-14                                  | Coppa di Russia 2013  |
| Dagestan              | Ammesso alla Fase Semifinale dopo la rinuncia del VK Samotlor | Esordio               |
| Budaŭnik Minsk        | Campione di Bielorussia 2013-14                               | Esordio               |
| Dinamo Mosca          | 4ª in Superliga 2013-14                                       | Coppa di Russia 2013  |
| MGTU Mosca            | 9ª in Vysšaja Liga A 2013-14                                  | Coppa di Russia 2013  |
| Samotlor              | 1ª in Vysšaja Liga A 2013-14                                  | Coppa di Russia 2013  |
| Gubernija             | 5ª in Superliga 2013-14                                       | Coppa di Russia 2013  |
| NOVA                  | 6ª in Vysšaja Liga A 2013-14                                  | Coppa di Russia 2013  |
| Lokomotiv Novosibirsk | 2ª in Superliga 2013-14                                       | Coppa di Russia 2013  |
| Fakel                 | 9ª in Superliga 2013-14                                       | Coppa di Russia 2013  |
| Iskra Odincovo        | 8ª in Vysšaja Liga A 2013-14                                  | Coppa di Russia 2013  |
| Neftjanik Orenburg    | 2ª in Vysšaja Liga A 2013-14                                  | Coppa di Russia 2013  |
| Prikam'e              | 10ª in Superliga 2013-14                                      | Coppa di Russia 2013  |
| Avtomobilist          | 3ª in Vysšaja Liga B 2013-14                                  | Coppa di Russia 2011  |
| Gazprom-Jugra         | 7ª in Superliga 2013-14                                       | Coppa di Russia 2013  |
| Tjumen                | 14ª in Superliga 2013-14                                      | Coppa di Russia 2013  |
| Ural                  | 12ª in Superliga 2013-14                                      | Coppa di Russia 2013  |
| Kristall Voronež      | 7ª in Vysšaja Liga A 2013-14                                  | Coppa di Russia 2013  |

## Torneo

### Fase preliminare
| Zona 1           | Zona 2                | Zona 3        | Zona 4            | Zona 5             |
| ---------------- | --------------------- | ------------- | ----------------- | ------------------ |
| Groznyj          | Dinamo-LO             | Belogor'e     | Lokomotiv-Izumrud | Torpedo Čeljabinsk |
| Zenit-Kazan      | Lokomotiv Novosibirsk | Jaroslavič    | Gazprom Stavropol | Kuzbass            |
| NOVA             | Fakel                 | Enisej        | Dinamo Krasnodar  | Samotlor           |
| Prikam'e         | Iskra Odincovo        | MGTU Mosca    | Budaŭnik Minsk    | Gubernija          |
| Kristall Voronež | Ural                  | Gazprom-Jugra | Dinamo Mosca      | Neftjanik Orenburg |
|                  |                       |               | Tjumen            | Avtomobilist       |

#### Zona 1

##### Risultati - andata
| 10 settembre 2014 ?, Bol'ševik Durata: ? - Spettatori: ? | Prikam'e         | 3 - 1 | Kristall Voronež | 25-11, 25-17, 20-25, 25-18        |
| 10 settembre 2014 ?, Bol'ševik Durata: ? - Spettatori: ? | Groznyj          | 3 - 0 | NOVA             | 25-23, 25-17, 25-23               |
| 11 settembre 2014 ?, Bol'ševik Durata: ? - Spettatori: ? | Zenit-Kazan      | 3 - 1 | Prikam'e         | 27-29, 25-18, 25-19, 25-23        |
| 11 settembre 2014 ?, Bol'ševik Durata: ? - Spettatori: ? | Kristall Voronež | 0 - 3 | Groznyj          | 20-25, 19-25, 19-25               |
| 12 settembre 2014 ?, Bol'ševik Durata: ? - Spettatori: ? | NOVA             | 2 - 3 | Kristall Voronež | 22-25, 25-17, 20-25, 25-13, 13-15 |
| 12 settembre 2014 ?, Bol'ševik Durata: ? - Spettatori: ? | Groznyj          | 3 - 1 | Zenit-Kazan      | 25-10, 25-22, 22-25, 25-16        |
| 13 settembre 2014 ?, Bol'ševik Durata: ? - Spettatori: ? | Zenit-Kazan      | 3 - 0 | NOVA             | 25-18, 25-23, 25-21               |
| 13 settembre 2014 ?, Bol'ševik Durata: ? - Spettatori: ? | Prikam'e         | 2 - 3 | Groznyj          | 19-25, 25-21, 22-25, 25-23, 14-16 |
| 14 settembre 2014 ?, Bol'ševik Durata: ? - Spettatori: ? | NOVA             | 0 - 3 | Prikam'e         | 20-25, 19-25, 27-29               |
| 14 settembre 2014 ?, Bol'ševik Durata: ? - Spettatori: ? | Kristall Voronež | 0 - 3 | Zenit-Kazan      | 19-25, 20-25, 20-25               |

##### Risultati - ritorno
| 24 settembre 2014 ?, Kazan' Durata: ? - Spettatori: ? | Kristall Voronež | 2 - 3 | Prikam'e         | 28-26, 25-18, 19-25, 14-25, 15-17 |
| 24 settembre 2014 ?, Kazan' Durata: ? - Spettatori: ? | NOVA             | 3 - 1 | Groznyj          | 25-19, 25-23, 23-25, 25-21        |
| 25 settembre 2014 ?, Kazan' Durata: ? - Spettatori: ? | Groznyj          | 3 - 1 | Kristall Voronež | 25-19, 25-13, 19-25, 25-19        |
| 25 settembre 2014 ?, Kazan' Durata: ? - Spettatori: ? | Prikam'e         | 1 - 3 | Zenit-Kazan      | 25-27, 30-32, 29-27, 20-25        |
| 26 settembre 2014 ?, Kazan' Durata: ? - Spettatori: ? | Kristall Voronež | 0 - 3 | NOVA             | 17-25, 26-28, 20-25               |
| 26 settembre 2014 ?, Kazan' Durata: ? - Spettatori: ? | Zenit-Kazan      | 1 - 3 | Groznyj          | 21-25, 22-25, 25-19, 19-25        |
| 27 settembre 2014 ?, Kazan' Durata: ? - Spettatori: ? | Groznyj          | 0 - 3 | Prikam'e         | 23-25, 17-25, 21-25               |
| 27 settembre 2014 ?, Kazan' Durata: ? - Spettatori: ? | NOVA             | 1 - 3 | Zenit-Kazan      | 16-25, 20-25, 25-19, 21-25        |
| 28 settembre 2014 ?, Kazan' Durata: ? - Spettatori: ? | Prikam'e         | 3 - 1 | NOVA             | 25-19, 22-25, 25-21, 25-13        |
| 28 settembre 2014 ?, Kazan' Durata: ? - Spettatori: ? | Zenit-Kazan      | 3 - 0 | Kristall Voronež | 26-24, 25-21, 25-20               |

##### Classifica
| Pos | Squadra          | Pt | G | V | P | SV | SP | Ratio | PF | PS | Ratio |
| --- | ---------------- | -- | - | - | - | -- | -- | ----- | -- | -- | ----- |
| 1   | Zenit-Kazan      | 18 | 8 | 6 | 2 | 20 | 9  | 2.222 | ?  | ?  | ?     |
| 2   | Groznyj          | 17 | 8 | 6 | 2 | 19 | 11 | 1.727 | ?  | ?  | ?     |
| 3   | Prikam'e         | 15 | 8 | 5 | 3 | 19 | 13 | 1.462 | ?  | ?  | ?     |
| 4   | NOVA             | 7  | 8 | 2 | 6 | 10 | 19 | 0.526 | ?  | ?  | ?     |
| 5   | Kristall Voronež | 3  | 8 | 1 | 7 | 7  | 23 | 0.304 | ?  | ?  | ?     |

#### Zona 2

##### Risultati - andata
| 10 settembre 2014 ?, San Pietroburgo Durata: ? - Spettatori: ? | Fakel                 | 3 - 0 | Iskra Odincovo        | 25-16, 25-16, 25-20               |
| 10 settembre 2014 ?, San Pietroburgo Durata: ? - Spettatori: ? | Ural                  | 1 - 3 | Dinamo-LO             | 25-20, 26-28, 23-25, 27-29        |
| 11 settembre 2014 ?, San Pietroburgo Durata: ? - Spettatori: ? | Iskra Odincovo        | 1 - 3 | Ural                  | 25-22, 15-25, 23-25, 21-25        |
| 11 settembre 2014 ?, San Pietroburgo Durata: ? - Spettatori: ? | Lokomotiv Novosibirsk | 3 - 1 | Fakel                 | 25-21, 25-23, 23-25, 25-21        |
| 12 settembre 2014 ?, San Pietroburgo Durata: ? - Spettatori: ? | Ural                  | 1 - 3 | Lokomotiv Novosibirsk | 25-19, 21-25, 23-25, 18-25        |
| 12 settembre 2014 ?, San Pietroburgo Durata: ? - Spettatori: ? | Dinamo-LO             | 3 - 0 | Iskra Odincovo        | 25-20, 25-19, 25-22               |
| 13 settembre 2014 ?, San Pietroburgo Durata: ? - Spettatori: ? | Fakel                 | 3 - 0 | Ural                  | 25-19, 25-21, 25-17               |
| 13 settembre 2014 ?, San Pietroburgo Durata: ? - Spettatori: ? | Lokomotiv Novosibirsk | 3 - 2 | Dinamo-LO             | 13-25, 25-17, 21-25, 25-20, 15-12 |
| 14 settembre 2014 ?, San Pietroburgo Durata: ? - Spettatori: ? | Iskra Odincovo        | 0 - 3 | Lokomotiv Novosibirsk | 29-31, 14-25, 16-25               |
| 14 settembre 2014 ?, San Pietroburgo Durata: ? - Spettatori: ? | Dinamo-LO             | 0 - 3 | Fakel                 | 16-25, 20-25, 22-25               |

##### Risultati - ritorno
| 24 settembre 2014 ?, Novosibirsk Durata: ? - Spettatori: ? | Iskra Odincovo        | 0 - 3 | Fakel                 | 11-25, 22-25, 20-25               |
| 24 settembre 2014 ?, Novosibirsk Durata: ? - Spettatori: ? | Dinamo-LO             | 1 - 3 | Ural                  | 16-25, 25-21, 19-25, 20-25        |
| 25 settembre 2014 ?, Novosibirsk Durata: ? - Spettatori: ? | Ural                  | 3 - 0 | Iskra Odincovo        | 25-22, 25-16, 25-20               |
| 25 settembre 2014 ?, Novosibirsk Durata: ? - Spettatori: ? | Fakel                 | 0 - 3 | Lokomotiv Novosibirsk | 22-25, 19-25, 20-25               |
| 26 settembre 2014 ?, Novosibirsk Durata: ? - Spettatori: ? | Iskra Odincovo        | 0 - 3 | Dinamo-LO             | 18-25, 19-25, 19-25               |
| 26 settembre 2014 ?, Novosibirsk Durata: ? - Spettatori: ? | Lokomotiv Novosibirsk | 3 - 1 | Ural                  | 21-25, 25-23, 25-22, 25-22        |
| 28 settembre 2014 ?, Novosibirsk Durata: ? - Spettatori: ? | Ural                  | 2 - 3 | Fakel                 | 26-28, 25-22, 19-25, 25-16, 7-15  |
| 28 settembre 2014 ?, Novosibirsk Durata: ? - Spettatori: ? | Dinamo-LO             | 2 - 3 | Lokomotiv Novosibirsk | 16-25, 20-25, 26-24, 25-18, 11-15 |
| 29 settembre 2014 ?, Novosibirsk Durata: ? - Spettatori: ? | Fakel                 | 3 - 0 | Dinamo-LO             | 25-19, 29-27, 25-19               |
| 29 settembre 2014 ?, Novosibirsk Durata: ? - Spettatori: ? | Lokomotiv Novosibirsk | 3 - 0 | Iskra Odincovo        | 25-13, 28-26, 25-18               |

##### Classifica
| Pos | Squadra               | Pt | G | V | P | SV | SP | Ratio | PF | PS | Ratio |
| --- | --------------------- | -- | - | - | - | -- | -- | ----- | -- | -- | ----- |
| 1   | Lokomotiv Novosibirsk | 22 | 8 | 8 | 0 | 24 | 7  | 1.429 | ?  | ?  | ?     |
| 2   | Fakel                 | 17 | 8 | 6 | 2 | 19 | 8  | 2.000 | ?  | ?  | ?     |
| 3   | Dinamo-LO             | 11 | 8 | 3 | 5 | 14 | 16 | 0.875 | ?  | ?  | ?     |
| 4   | Ural                  | 10 | 8 | 3 | 5 | 14 | 17 | 0.824 | ?  | ?  | ?     |
| 5   | Iskra Odincovo        | 0  | 8 | 0 | 8 | 1  | 24 | 0.042 | ?  | ?  | ?     |

#### Zona 3

##### Risultati - andata
| 10 settembre 2014 ?, Belgorod Durata: ? - Spettatori: ? | Gazprom-Jugra | 3 - 0 | MGTU Mosca    | 27-25, 25-15, 29-27               |
| 10 settembre 2014 ?, Belgorod Durata: ? - Spettatori: ? | Jaroslavič    | 1 - 3 | Enisej        | 17-25, 29-27, 20-25, 23-25        |
| 11 settembre 2014 ?, Belgorod Durata: ? - Spettatori: ? | MGTU Mosca    | 3 - 2 | Jaroslavič    | 25-22, 25-23, 23-25, 24-26, 15-10 |
| 11 settembre 2014 ?, Belgorod Durata: ? - Spettatori: ? | Belogor'e     | 3 - 0 | Gazprom-Jugra | 25-20, 25-17, 25-20               |
| 12 settembre 2014 ?, Belgorod Durata: ? - Spettatori: ? | Enisej        | 3 - 0 | MGTU Mosca    | 25-20, 25-16, 25-13               |
| 12 settembre 2014 ?, Belgorod Durata: ? - Spettatori: ? | Jaroslavič    | 0 - 3 | Belogor'e     | 22-25, 8-25, 17-25                |
| 13 settembre 2014 ?, Belgorod Durata: ? - Spettatori: ? | Gazprom-Jugra | 3 - 2 | Jaroslavič    | 22-25, 21-25, 25-21, 31-29, 15-10 |
| 13 settembre 2014 ?, Belgorod Durata: ? - Spettatori: ? | Belogor'e     | 3 - 0 | Enisej        | 25-21, 25-19, 30-28               |
| 14 settembre 2014 ?, Belgorod Durata: ? - Spettatori: ? | MGTU Mosca    | 0 - 3 | Belogor'e     | 20-25, 17-25, 17-25               |
| 14 settembre 2014 ?, Belgorod Durata: ? - Spettatori: ? | Enisej        | 3 - 1 | Gazprom-Jugra | 25-20, 17-25, 25-22, 25-18        |

##### Risultati - ritorno
| 24 settembre 2014 ?, Surgut Durata: ? - Spettatori: ? | Enisej        | 3 - 1 | Jaroslavič    | 19-25, 25-20, 26-24, 26-24        |
| 24 settembre 2014 ?, Surgut Durata: ? - Spettatori: ? | MGTU Mosca    | 0 - 3 | Gazprom-Jugra | 18-25, 18-25, 21-25               |
| 25 settembre 2014 ?, Surgut Durata: ? - Spettatori: ? | Jaroslavič    | 3 - 2 | MGTU Mosca    | 23-25, 26-24, 22-25, 25-22, 20-18 |
| 25 settembre 2014 ?, Surgut Durata: ? - Spettatori: ? | Gazprom-Jugra | 3 - 1 | Belogor'e     | 25-18, 25-18, 19-25, 25-20        |
| 26 settembre 2014 ?, Surgut Durata: ? - Spettatori: ? | MGTU Mosca    | 3 - 2 | Enisej        | 25-18, 18-25, 18-25, 25-19, 15-13 |
| 26 settembre 2014 ?, Surgut Durata: ? - Spettatori: ? | Belogor'e     | 3 - 0 | Jaroslavič    | 25-23, 25-19, 25-21               |
| 27 settembre 2014 ?, Surgut Durata: ? - Spettatori: ? | Enisej        | 2 - 3 | Belogor'e     | 20-25, 24-26, 25-18, 25-23, 10-15 |
| 27 settembre 2014 ?, Surgut Durata: ? - Spettatori: ? | Jaroslavič    | 0 - 3 | Gazprom-Jugra | 19-25, 21-25, 20-25               |
| 28 settembre 2014 ?, Surgut Durata: ? - Spettatori: ? | Belogor'e     | 3 - 1 | MGTU Mosca    | 22-25, 25-22, 25-16, 25-17        |
| 28 settembre 2014 ?, Surgut Durata: ? - Spettatori: ? | Gazprom-Jugra | 3 - 1 | Enisej        | 23-25, 25-21, 25-20, 27-25        |

##### Classifica
| Pos | Squadra       | Pt | G | V | P | SV | SP | Ratio | PF | PS | Ratio |
| --- | ------------- | -- | - | - | - | -- | -- | ----- | -- | -- | ----- |
| 1   | Belogor'e     | 20 | 8 | 7 | 1 | 22 | 6  | 3.667 | ?  | ?  | ?     |
| 2   | Gazprom-Jugra | 17 | 8 | 6 | 2 | 19 | 10 | 1.900 | ?  | ?  | ?     |
| 3   | Enisej        | 14 | 8 | 4 | 4 | 17 | 15 | 1.133 | ?  | ?  | ?     |
| 4   | MGTU Mosca    | 5  | 8 | 2 | 6 | 9  | 22 | 0.409 | ?  | ?  | ?     |
| 5   | Jaroslavič    | 4  | 8 | 1 | 7 | 9  | 23 | 0.391 | ?  | ?  | ?     |

#### Zona 4

##### Risultati - andata
| 9 settembre 2014 ?, Mosca Durata: ? - Spettatori: ?  | Dinamo Krasnodar  | 3 - 0 | Gazprom Stavropol | 25-22, 25-19, 25-14               |
| 9 settembre 2014 ?, Mosca Durata: ? - Spettatori: ?  | Tjumen            | 2 - 3 | Lokomotiv-Izumrud | 24-26, 26-24, 25-22, 16-25, 6-15  |
| 9 settembre 2014 ?, Mosca Durata: ? - Spettatori: ?  | Dinamo Mosca      | 3 - 1 | Budaŭnik Minsk    | 26-24, 21-25, 25-21, 25-19        |
| 10 settembre 2014 ?, Mosca Durata: ? - Spettatori: ? | Gazprom Stavropol | 2 - 3 | Tjumen            | 25-17, 18-25, 25-19, 26-28, 13-15 |
| 10 settembre 2014 ?, Mosca Durata: ? - Spettatori: ? | Budaŭnik Minsk    | 3 - 1 | Lokomotiv-Izumrud | 25-20, 25-17, 20-25, 25-23        |
| 10 settembre 2014 ?, Mosca Durata: ? - Spettatori: ? | Dinamo Mosca      | 0 - 3 | Dinamo Krasnodar  | 21-25, 19-25, 19-25               |
| 11 settembre 2014 ?, Mosca Durata: ? - Spettatori: ? | Lokomotiv-Izumrud | 3 - 1 | Gazprom Stavropol | 25-21, 21-25, 26-24, 25-23        |
| 11 settembre 2014 ?, Mosca Durata: ? - Spettatori: ? | Dinamo Krasnodar  | 3 - 1 | Budaŭnik Minsk    | 22-25, 25-19, 25-21, 25-17        |
| 11 settembre 2014 ?, Mosca Durata: ? - Spettatori: ? | Tjumen            | 0 - 3 | Dinamo Mosca      | 14-25, 20-25, 19-25               |
| 13 settembre 2014 ?, Mosca Durata: ? - Spettatori: ? | Dinamo Krasnodar  | 3 - 1 | Tjumen            | 25-23, 25-18, 26-28, 25-22        |
| 13 settembre 2014 ?, Mosca Durata: ? - Spettatori: ? | Budaŭnik Minsk    | 1 - 3 | Gazprom Stavropol | 19-25, 17-25, 25-23, 17-25        |
| 13 settembre 2014 ?, Mosca Durata: ? - Spettatori: ? | Dinamo Mosca      | 0 - 3 | Lokomotiv-Izumrud | 30-32, 23-25, 23-25               |
| 14 settembre 2014 ?, Mosca Durata: ? - Spettatori: ? | Tjumen            | 3 - 1 | Budaŭnik Minsk    | 24-26, 27-25, 26-24, 31-29        |
| 14 settembre 2014 ?, Mosca Durata: ? - Spettatori: ? | Gazprom Stavropol | 0 - 3 | Dinamo Mosca      | 15-25, 18-25, 15-25               |
| 14 settembre 2014 ?, Mosca Durata: ? - Spettatori: ? | Lokomotiv-Izumrud | 1 - 3 | Dinamo Krasnodar  | 25-23, 19-25, 20-25, 23-25        |

##### Risultati - ritorno
| 23 settembre 2014 ?, Ekaterinburg Durata: ? - Spettatori: ? | Tjumen            | 1 - 3 | Lokomotiv-Izumrud | 25-23, 19-25, 18-25, 28-30       |
| 23 settembre 2014 ?, Ekaterinburg Durata: ? - Spettatori: ? | Dinamo Mosca      | 3 - 0 | Budaŭnik Minsk    | 25-16, 25-17, 25-21              |
| 23 settembre 2014 ?, Ekaterinburg Durata: ? - Spettatori: ? | Dinamo Krasnodar  | 3 - 0 | Gazprom Stavropol | 30-28, 25-20, 26-24              |
| 24 settembre 2014 ?, Ekaterinburg Durata: ? - Spettatori: ? | Budaŭnik Minsk    | 1 - 3 | Lokomotiv-Izumrud | 23-25, 22-25, 25-15, 26-28       |
| 24 settembre 2014 ?, Ekaterinburg Durata: ? - Spettatori: ? | Gazprom Stavropol | 2 - 3 | Tjumen            | 22-25, 20-25, 25-22, 25-23, 8-15 |
| 24 settembre 2014 ?, Ekaterinburg Durata: ? - Spettatori: ? | Dinamo Mosca      | 0 - 3 | Dinamo Krasnodar  | 19-25, 23-25, 19-25              |
| 25 settembre 2014 ?, Ekaterinburg Durata: ? - Spettatori: ? | Lokomotiv-Izumrud | 0 - 3 | Gazprom Stavropol | 23-25, 18-25, 20-25              |
| 25 settembre 2014 ?, Ekaterinburg Durata: ? - Spettatori: ? | Dinamo Krasnodar  | 3 - 1 | Budaŭnik Minsk    | 25-18, 24-26, 25-20, 26-24       |
| 25 settembre 2014 ?, Ekaterinburg Durata: ? - Spettatori: ? | Tjumen            | 0 - 3 | Dinamo Mosca      | 20-25, 21-25, 19-25              |
| 27 settembre 2014 ?, Ekaterinburg Durata: ? - Spettatori: ? | Dinamo Mosca      | 3 - 1 | Lokomotiv-Izumrud | 23-25, 25-22, 31-29, 25-21       |
| 27 settembre 2014 ?, Ekaterinburg Durata: ? - Spettatori: ? | Dinamo Krasnodar  | 3 - 1 | Tjumen            | 25-18, 20-25, 25-18, 25-21       |
| 27 settembre 2014 ?, Ekaterinburg Durata: ? - Spettatori: ? | Budaŭnik Minsk    | 3 - 0 | Gazprom Stavropol | 25-19, 25-19, 25-18              |
| 28 settembre 2014 ?, Ekaterinburg Durata: ? - Spettatori: ? | Lokomotiv-Izumrud | 0 - 3 | Dinamo Krasnodar  | 15-25, 22-25, 27-29              |
| 28 settembre 2014 ?, Ekaterinburg Durata: ? - Spettatori: ? | Gazprom Stavropol | 0 - 3 | Dinamo Mosca      | 18-25, 13-25, 18-25              |
| 28 settembre 2014 ?, Ekaterinburg Durata: ? - Spettatori: ? | Tjumen            | 0 - 3 | Budaŭnik Minsk    | 17-25, 15-25, ?-25               |

##### Classifica
| Pos | Squadra           | Pt | G  | V  | P | SV | SP | Ratio | PF | PS | Ratio |
| --- | ----------------- | -- | -- | -- | - | -- | -- | ----- | -- | -- | ----- |
| 1   | Dinamo Krasnodar  | 30 | 10 | 10 | 0 | 30 | 5  | 6.000 | ?  | ?  | ?     |
| 2   | Dinamo Mosca      | 21 | 10 | 7  | 3 | 21 | 11 | 1.909 | ?  | ?  | ?     |
| 3   | Lokomotiv-Izumrud | 14 | 10 | 5  | 5 | 18 | 20 | 0.900 | ?  | ?  | ?     |
| 4   | Budaŭnik Minsk    | 9  | 10 | 3  | 7 | 15 | 22 | 0.682 | ?  | ?  | ?     |
| 5   | Tjumen            | 8  | 10 | 3  | 7 | 14 | 26 | 0.538 | ?  | ?  | ?     |
| 6   | Gazprom Stavropol | 8  | 10 | 2  | 8 | 11 | 25 | 0.440 | ?  | ?  | ?     |

#### Zona 5

##### Risultati - andata
| 9 settembre 2014 ?, Orenburg Durata: ? - Spettatori: ?  | Samotlor           | 3 - 2 | Neftjanik Orenburg | 25-23, 23-25, 25-20, 19-25, 15-10 |
| 9 settembre 2014 ?, Orenburg Durata: ? - Spettatori: ?  | Kuzbass            | 3 - 1 | Avtomobilist       | 25-21, 25-23, 23-25, 25-23        |
| 9 settembre 2014 ?, Orenburg Durata: ? - Spettatori: ?  | Gubernija          | 3 - 2 | Torpedo Čeljabinsk | 19-25, 26-24, 25-19, 16-25, 15-12 |
| 10 settembre 2014 ?, Orenburg Durata: ? - Spettatori: ? | Torpedo Čeljabinsk | 3 - 2 | Neftjanik Orenburg | 25-17, 23-25, 31-29, 22-25, 15-13 |
| 10 settembre 2014 ?, Orenburg Durata: ? - Spettatori: ? | Avtomobilist       | 0 - 3 | Samotlor           | 21-25, 21-25, ?-25                |
| 10 settembre 2014 ?, Orenburg Durata: ? - Spettatori: ? | Gubernija          | 0 - 3 | Kuzbass            | 19-25, 22-25, 17-25               |
| 11 settembre 2014 ?, Orenburg Durata: ? - Spettatori: ? | Neftjanik Orenburg | 3 - 2 | Avtomobilist       | 25-11, 22-25, 25-13, 21-25, 15-7  |
| 11 settembre 2014 ?, Orenburg Durata: ? - Spettatori: ? | Kuzbass            | 3 - 0 | Torpedo Čeljabinsk | 25-20, 25-21, 25-21               |
| 11 settembre 2014 ?, Orenburg Durata: ? - Spettatori: ? | Samotlor           | 2 - 3 | Gubernija          | 25-21, 25-21, 23-25, 23-25, 8-15  |
| 13 settembre 2014 ?, Orenburg Durata: ? - Spettatori: ? | Gubernija          | 1 - 3 | Neftjanik Orenburg | 25-27, 25-23, 20-25, 16-25        |
| 13 settembre 2014 ?, Orenburg Durata: ? - Spettatori: ? | Torpedo Čeljabinsk | 3 - 0 | Avtomobilist       | 25-18, 27-25, 25-21               |
| 13 settembre 2014 ?, Orenburg Durata: ? - Spettatori: ? | Kuzbass            | 1 - 3 | Samotlor           | 21-25, 25-22, 16-25, 24-26        |
| 14 settembre 2014 ?, Orenburg Durata: ? - Spettatori: ? | Neftjanik Orenburg | 3 - 0 | Kuzbass            | 25-20, 26-24, 28-26               |
| 14 settembre 2014 ?, Orenburg Durata: ? - Spettatori: ? | Avtomobilist       | 0 - 3 | Gubernija          | 18-25, 21-25, 20-25               |
| 14 settembre 2014 ?, Orenburg Durata: ? - Spettatori: ? | Samotlor           | 3 - 0 | Torpedo Čeljabinsk | 25-19, 25-19, 25-17               |

##### Risultati - ritorno
| 23 settembre 2014 ?, Kemerovo Durata: ? - Spettatori: ? | Kuzbass            | 3 - 0 | Avtomobilist       | 25-19, 25-14, 26-24               |
| 23 settembre 2014 ?, Kemerovo Durata: ? - Spettatori: ? | Samotlor           | 3 - 2 | Neftjanik Orenburg | 18-25, 25-21, 21-25, 25-19, 17-15 |
| 23 settembre 2014 ?, Kemerovo Durata: ? - Spettatori: ? | Gubernija          | 3 - 2 | Torpedo Čeljabinsk | 23-25, 23-25, 25-17, 25-21, 15-9  |
| 24 settembre 2014 ?, Kemerovo Durata: ? - Spettatori: ? | Gubernija          | 1 - 3 | Kuzbass            | 15-25, 25-23, 17-25, 18-25        |
| 24 settembre 2014 ?, Kemerovo Durata: ? - Spettatori: ? | Avtomobilist       | 0 - 3 | Samotlor           | 16-25, 18-25, 23-25               |
| 24 settembre 2014 ?, Kemerovo Durata: ? - Spettatori: ? | Torpedo Čeljabinsk | 1 - 3 | Neftjanik Orenburg | 25-21, 24-26, 21-25, 21-25        |
| 25 settembre 2014 ?, Kemerovo Durata: ? - Spettatori: ? | Kuzbass            | 3 - 1 | Torpedo Čeljabinsk | 25-18, 26-24, 19-25, 25-20        |
| 25 settembre 2014 ?, Kemerovo Durata: ? - Spettatori: ? | Samotlor           | 3 - 2 | Gubernija          | 28-26, 22-25, 25-19, 23-25, 15-9  |
| 25 settembre 2014 ?, Kemerovo Durata: ? - Spettatori: ? | Neftjanik Orenburg | 3 - 2 | Avtomobilist       | 23-25, 25-17, 25-19, 23-25, 15-13 |
| 27 settembre 2014 ?, Kemerovo Durata: ? - Spettatori: ? | Kuzbass            | 3 - 2 | Samotlor           | 21-25, 25-18, 25-21, 22-25, 15-13 |
| 27 settembre 2014 ?, Kemerovo Durata: ? - Spettatori: ? | Gubernija          | 1 - 3 | Neftjanik Orenburg | 17-25, 25-23, 22-25, 19-25        |
| 27 settembre 2014 ?, Kemerovo Durata: ? - Spettatori: ? | Torpedo Čeljabinsk | 3 - 1 | Avtomobilist       | 25-19, 22-25, 25-23, 25-19        |
| 28 settembre 2014 ?, Kemerovo Durata: ? - Spettatori: ? | Neftjanik Orenburg | 0 - 3 | Kuzbass            | 22-25, 22-25, 17-25               |
| 28 settembre 2014 ?, Kemerovo Durata: ? - Spettatori: ? | Samotlor           | 3 - 2 | Torpedo Čeljabinsk | 19-25, 22-25, 25-22, 25-22, 15-10 |
| 28 settembre 2014 ?, Kemerovo Durata: ? - Spettatori: ? | Avtomobilist       | 3 - 2 | Gubernija          | 14-25, 27-25, 14-25, 25-18, 15-13 |

##### Classifica
| Pos | Squadra            | Pt | G  | V | P | SV | SP | Ratio | PF | PS | Ratio |
| --- | ------------------ | -- | -- | - | - | -- | -- | ----- | -- | -- | ----- |
| 1   | Kuzbass            | 23 | 10 | 8 | 2 | 25 | 11 | 2.723 | ?  | ?  | ?     |
| 2   | Samotlor           | 22 | 10 | 8 | 2 | 28 | 15 | 1.867 | ?  | ?  | ?     |
| 3   | Neftjanik Orenburg | 19 | 10 | 6 | 4 | 24 | 19 | 1.263 | ?  | ?  | ?     |
| 4   | Gubernija          | 11 | 10 | 4 | 6 | 19 | 24 | 0.792 | ?  | ?  | ?     |
| 5   | Torpedo Čeljabinsk | 11 | 10 | 3 | 7 | 17 | 24 | 0.708 | ?  | ?  | ?     |
| 6   | Avtomobilist       | 4  | 10 | 1 | 9 | 9  | 29 | 0.310 | ?  | ?  | ?     |

### Fase semifinale
| Gruppo A       | Gruppo B              | Gruppo C         | Gruppo D           |
| -------------- | --------------------- | ---------------- | ------------------ |
| Zenit-Kazan    | Groznyj               | Enisej           | Lokomotiv-Izumrud  |
| Budaŭnik Minsk | Dinamo-LO             | Dinamo Krasnodar | Kuzbass            |
| Fakel          | Lokomotiv Novosibirsk | Dagestan         | Gubernija          |
| Prikam'e       | Gazprom-Jugra         | Dinamo Mosca     | Neftjanik Orenburg |

#### Gruppo A

##### Risultati
| 17 ottobre 2014 ?, Kazan' Durata: ? - Spettatori: ? | Zenit-Kazan    | 3 - 0 | Budaŭnik Minsk | 25-17, 25-19, 25-20               |
| 17 ottobre 2014 ?, Kazan' Durata: ? - Spettatori: ? | Fakel          | 3 - 1 | Prikam'e       | 25-23, 21-25, 25-18, 27-25        |
| 18 ottobre 2014 ?, Kazan' Durata: ? - Spettatori: ? | Zenit-Kazan    | 2 - 3 | Fakel          | 25-22, 25-22, 21-25, 19-25, 13-15 |
| 18 ottobre 2014 ?, Kazan' Durata: ? - Spettatori: ? | Budaŭnik Minsk | 2 - 3 | Prikam'e       | 14-25, 25-19, 25-20, 21-25, 9-15  |
| 19 ottobre 2014 ?, Kazan' Durata: ? - Spettatori: ? | Prikam'e       | 1 - 3 | Zenit-Kazan    | 26-28, 25-21, 20-25, 18-25        |
| 19 ottobre 2014 ?, Kazan' Durata: ? - Spettatori: ? | Fakel          | 3 - 0 | Budaŭnik Minsk | 25-22, 25-22, 25-19               |

##### Classifica
| Pos | Squadra        | Pt | G | V | P | SV | SP | Ratio | PF | PS | Ratio |
| --- | -------------- | -- | - | - | - | -- | -- | ----- | -- | -- | ----- |
| 1   | Fakel          | 8  | 3 | 3 | 0 | 9  | 3  | 3.000 | ?  | ?  | ?     |
| 2   | Zenit-Kazan    | 7  | 3 | 2 | 1 | 8  | 4  | 2.000 | ?  | ?  | ?     |
| 3   | Prikam'e       | 2  | 3 | 1 | 2 | 5  | 8  | 0.625 | ?  | ?  | ?     |
| 4   | Budaŭnik Minsk | 1  | 3 | 0 | 3 | 2  | 9  | 0.222 | ?  | ?  | ?     |

#### Gruppo B

##### Risultati
| 17 ottobre 2014 ?, Novosibirsk Durata: ? - Spettatori: ? | Gazprom-Jugra         | 3 - 0 | Groznyj               | 25-22, 25-21, 25-11        |
| 17 ottobre 2014 ?, Novosibirsk Durata: ? - Spettatori: ? | Lokomotiv Novosibirsk | 3 - 0 | Dinamo-LO             | 25-15, 25-20, 25-18        |
| 18 ottobre 2014 ?, Novosibirsk Durata: ? - Spettatori: ? | Dinamo-LO             | 3 - 1 | Groznyj               | 25-16, 25-22, 22-25, 25-20 |
| 18 ottobre 2014 ?, Novosibirsk Durata: ? - Spettatori: ? | Lokomotiv Novosibirsk | 3 - 1 | Gazprom-Jugra         | 18-25, 25-21, 25-18, 25-19 |
| 19 ottobre 2014 ?, Novosibirsk Durata: ? - Spettatori: ? | Gazprom-Jugra         | 3 - 1 | Dinamo-LO             | 18-25, 25-21, 25-18, 25-19 |
| 19 ottobre 2014 ?, Novosibirsk Durata: ? - Spettatori: ? | Groznyj               | 0 - 3 | Lokomotiv Novosibirsk | 11-25, 26-28, 22-25        |

##### Classifica
| Pos | Squadra               | Pt | G | V | P | SV | SP | Ratio | PF | PS | Ratio |
| --- | --------------------- | -- | - | - | - | -- | -- | ----- | -- | -- | ----- |
| 1   | Lokomotiv Novosibirsk | 9  | 3 | 3 | 0 | 9  | 1  | 9.000 | ?  | ?  | ?     |
| 2   | Gazprom-Jugra         | 6  | 3 | 2 | 1 | 7  | 4  | 1.750 | ?  | ?  | ?     |
| 3   | Dinamo-LO             | 3  | 3 | 1 | 2 | 4  | 7  | 0.571 | ?  | ?  | ?     |
| 4   | Groznyj               | 0  | 3 | 0 | 3 | 1  | 9  | 0.111 | ?  | ?  | ?     |

#### Gruppo C

##### Risultati
| 17 ottobre 2014 ?, Kaspijsk Durata: ? - Spettatori: ? | Dinamo Krasnodar | 3 - 0 | Enisej           | 25-18, 25-22, 25-19        |
| 17 ottobre 2014 ?, Kaspijsk Durata: ? - Spettatori: ? | Dinamo Mosca     | 3 - 0 | Dagestan         | 25-13, 25-16, 25-18        |
| 18 ottobre 2014 ?, Kaspijsk Durata: ? - Spettatori: ? | Dinamo Mosca     | 3 - 0 | Dinamo Krasnodar | 25-21, 25-22, 35-33        |
| 18 ottobre 2014 ?, Kaspijsk Durata: ? - Spettatori: ? | Dagestan         | 0 - 3 | Enisej           | 22-25, 11-25, 17-25        |
| 19 ottobre 2014 ?, Kaspijsk Durata: ? - Spettatori: ? | Enisej           | 1 - 3 | Dinamo Mosca     | 26-24, 15-25, 24-26, 19-25 |
| 19 ottobre 2014 ?, Kaspijsk Durata: ? - Spettatori: ? | Dinamo Krasnodar | 3 - 0 | Dagestan         | 25-19, 25-23, 25-20        |

##### Classifica
| Pos | Squadra          | Pt | G | V | P | SV | SP | Ratio | PF | PS | Ratio |
| --- | ---------------- | -- | - | - | - | -- | -- | ----- | -- | -- | ----- |
| 1   | Dinamo Mosca     | 9  | 3 | 3 | 0 | 9  | 1  | 9.000 | ?  | ?  | ?     |
| 2   | Dinamo Krasnodar | 6  | 3 | 2 | 1 | 6  | 3  | 2.000 | ?  | ?  | ?     |
| 3   | Enisej           | 3  | 3 | 1 | 2 | 4  | 6  | 0.667 | ?  | ?  | ?     |
| 4   | Dagestan         | 0  | 3 | 0 | 3 | 0  | 9  | 0.000 | ?  | ?  | ?     |

#### Gruppo D

##### Risultati
| 17 ottobre 2014 ?, Kemerovo Durata: ? - Spettatori: ? | Gubernija         | 3 - 0 | Lokomotiv-Izumrud  | 25-17, 25-19, 25-22        |
| 17 ottobre 2014 ?, Kemerovo Durata: ? - Spettatori: ? | Kuzbass           | 3 - 1 | Neftjanik Orenburg | 21-25, 25-17, 25-18, 25-23 |
| 18 ottobre 2014 ?, Kemerovo Durata: ? - Spettatori: ? | Lokomotiv-Izumrud | 1 - 3 | Neftjanik Orenburg | 22-25, 25-22, 21-25, 25-27 |
| 18 ottobre 2014 ?, Kemerovo Durata: ? - Spettatori: ? | Gubernija         | 0 - 3 | Kuzbass            | 19-25, ?-25, 18-25         |
| 19 ottobre 2014 ?, Kemerovo Durata: ? - Spettatori: ? | Kuzbass           | 3 - 1 | Lokomotiv-Izumrud  | 25-19, 23-25, 25-19, 25-22 |

##### Classifica
| Pos | Squadra            | Pt | G | V | P | SV | SP | Ratio | PF | PS | Ratio |
| --- | ------------------ | -- | - | - | - | -- | -- | ----- | -- | -- | ----- |
| 1   | Kuzbass            | 9  | 3 | 3 | 0 | 9  | 2  | 4.500 | ?  | ?  | ?     |
| 2   | Neftjanik Orenburg | 6  | 3 | 2 | 1 | 7  | 5  | 1.400 | ?  | ?  | ?     |
| 3   | Gubernija          | 3  | 3 | 1 | 2 | 4  | 6  | 0.667 | ?  | ?  | ?     |
| 4   | Lokomotiv-Izumrud  | 0  | 3 | 0 | 3 | 2  | 9  | 0.222 | ?  | ?  | ?     |

### Fase finale
| Gruppo A              | Gruppo B     |
| --------------------- | ------------ |
| Zenit-Kazan           | Belogor'e    |
| Lokomotiv Novosibirsk | Kuzbass      |
| Fakel                 | Dinamo Mosca |

#### Gruppo A

##### Risultati
| 23 dicembre 2014 Dvorec Sporta Kosmos, Belgorod Durata: ? - Spettatori: ? | Fakel                 | 0 - 3 | Zenit-Kazan           | 16-25, 22-25, 13-25 |
| 24 dicembre 2014 Dvorec Sporta Kosmos, Belgorod Durata: ? - Spettatori: ? | Lokomotiv Novosibirsk | 3 - 0 | Fakel                 | 25-14, 25-19, 25-16 |
| 25 dicembre 2014 Dvorec Sporta Kosmos, Belgorod Durata: ? - Spettatori: ? | Zenit-Kazan           | 3 - 0 | Lokomotiv Novosibirsk | 25-23, 25-23, 25-17 |

##### Classifica
| Pos | Squadra               | Pt | G | V | P | SV | SP | Ratio | PF | PS | Ratio |
| --- | --------------------- | -- | - | - | - | -- | -- | ----- | -- | -- | ----- |
| 1   | Zenit-Kazan           | 6  | 2 | 2 | 0 | 6  | 0  | MAX   | ?  | ?  | ?     |
| 2   | Lokomotiv Novosibirsk | 3  | 2 | 1 | 1 | 3  | 3  | 1.000 | ?  | ?  | ?     |
| 3   | Fakel                 | 0  | 2 | 0 | 2 | 0  | 6  | 0.000 | ?  | ?  | ?     |

#### Gruppo B

##### Risultati
| 23 dicembre 2014 Dvorec Sporta Kosmos, Belgorod Durata: ? - Spettatori: ? | Kuzbass      | 1 - 3 | Belogor'e    | 15-25, 23-25, 25-22, 10-25 |
| 24 dicembre 2014 Dvorec Sporta Kosmos, Belgorod Durata: ? - Spettatori: ? | Dinamo Mosca | 3 - 0 | Kuzbass      | 31-29, 25-20, 25-14        |
| 25 dicembre 2014 Dvorec Sporta Kosmos, Belgorod Durata: ? - Spettatori: ? | Belogor'e    | 3 - 0 | Dinamo Mosca | 25-14, 25-20, 25-23        |

##### Classifica
| Pos | Squadra      | Pt | G | V | P | SV | SP | Ratio | PF | PS | Ratio |
| --- | ------------ | -- | - | - | - | -- | -- | ----- | -- | -- | ----- |
| 1   | Belogor'e    | 6  | 2 | 2 | 0 | 6  | 1  | 6.000 | ?  | ?  | ?     |
| 2   | Dinamo Mosca | 3  | 2 | 1 | 1 | 3  | 3  | 1.000 | ?  | ?  | ?     |
| 3   | Kuzbass      | 0  | 2 | 0 | 2 | 1  | 6  | 0.167 | ?  | ?  | ?     |

#### Finale 1º e 3º posto
|  | Semifinali            | Semifinali            | Semifinali            |                       |             | 1º/2º posto  | 1º/2º posto  | 1º/2º posto |  |
|  |                       |                       |                       |                       |             |              |              |             |  |
|  | Zenit-Kazan           | Zenit-Kazan           | 3                     |                       |             |              |              |             |  |
|  | Zenit-Kazan           | Zenit-Kazan           | 3                     |                       |             |              |              |             |  |
|  | Dinamo Mosca          | Dinamo Mosca          | 0                     |                       |             |              |              |             |  |
|  | Dinamo Mosca          | Dinamo Mosca          | 0                     |                       | Zenit-Kazan | Zenit-Kazan  | 3            |             |  |
|  |                       |                       |                       |                       | Zenit-Kazan | Zenit-Kazan  | 3            |             |  |
|  |                       |                       | Lokomotiv Novosibirsk | Lokomotiv Novosibirsk | 0           |              |              |             |  |
|  | Belogor'e             | Belogor'e             | Lokomotiv Novosibirsk | Lokomotiv Novosibirsk | 0           | 1            |              |             |  |
|  | Belogor'e             | Belogor'e             |                       |                       |             | 1            |              |             |  |
|  | Lokomotiv Novosibirsk | Lokomotiv Novosibirsk | 3'                    |                       |             | 3º/4º posto  | 3º/4º posto  | 3º/4º posto |  |
|  | Lokomotiv Novosibirsk | Lokomotiv Novosibirsk | 3'                    |                       |             |              |              |             |  |
|  |                       |                       |                       |                       |             |              |              |             |  |
|  |                       |                       |                       |                       |             | Dinamo Mosca | Dinamo Mosca | 0           |  |
|  |                       |                       |                       |                       |             | Dinamo Mosca | Dinamo Mosca | 0           |  |
|  |                       |                       |                       |                       |             | Belogor'e    | Belogor'e    | 3           |  |

##### Semifinali
| 27 dicembre 2014 Dvorec Sporta Kosmos, Belgorod Durata: ? - Spettatori: ? | Zenit-Kazan | 3 - 0 | Dinamo Mosca          | 25-23, 26-24, 25-22        |
| 27 dicembre 2014 Dvorec Sporta Kosmos, Belgorod Durata: ? - Spettatori: ? | Belogor'e   | 1 - 3 | Lokomotiv Novosibirsk | 25-16, 20-25, 20-25, 23-25 |

##### Finale 3º posto
| 28 dicembre 2014 Dvorec Sporta Kosmos, Belgorod Durata: ? - Spettatori: ? | Belogor'e | 0 - 3 | Dinamo Mosca | 20-25, 21-25, 8-25 |

##### Finale
| 28 dicembre 2014 Dvorec Sporta Kosmos, Belgorod Durata: 1h:21 - Spettatori: ? | Zenit-Kazan | 3 - 0 | Lokomotiv Novosibirsk | 25-20, 25-19, 25-22 |